# M-SHORAD
M-SHORAD (англ. Maneuver-Short Range Air Defense) — американська система протиповітряної оборони малої дальності.   

## Історія
Розробка системи була розпочата у 2018 році в межах програми ППО ближньої дії (IM-SHORAD). Армією був проведений відбір пропозицій від ряду претендентів. Переможцем було обрано пропозицію від Leonardo DRS, дочірньої компанії італійського оборонного підрядника Leonardo.
У жовтні 2020 року компанія General Dynamics Land Systems, яка виробляє машини Stryker, отримала контракт на суму приблизно 1,2 мільярда доларів на інтеграцію системи M-SHORAD від Leonardo DRS на колісні броньовані машини 8×8.
У квітні 2021 року 5-й батальйон 4-го артилерійського полку протиповітряної оборони (5-4 ADA), що підпорядкований підрозділу командування протиповітряної та протиракетної оборони 10-ї армії США, отримав першу мобільну протиповітряну оборону малої дальності (M-SHORAD) системи на базі бронеавтомобіля Stryker A1 8x8.
Вогневі випробування системи M-Shorad проходили на полігоні в Шиптон-Казерне в Ансбаху, Німеччина.

## Технічні характеристики
Система M-SHORAD складається з башти встановленої на колісній броньованій машині A1 8×8 Stryker. 
Башта оснащена 30-мм автоматичною гарматою М230 та 7,62-мм кулеметом М240, які можна використовувати проти повітряних цілей або для протидії іншим загрозам та для самооборони, а також чотиризарядною зенітною пусковою установкою FIM-92 Stinger, аналогічній тій, що застосовується в системі ППО Avenger.
Також  наявне ракетне озброєння у вигляді двох ракет AGM-114L Longbow Hellfire з активною радіолокаційною ГСН міліметрового діапазону. Ракета може уражати наземні цілі, і переважно застосовується у якості озброєння бойових вертольотів та ударних БПЛА. Проте, ракета має здатність і застосовуватися у якості зброї “земля-повітря” для ураження повітряних цілей, зокрема у вигляді малошвидкісних БПЛА.
Для виявлення повітряних цілей використовується радар виробництва RADA Electronic Industries Ltd.

## DE M-SHORAD
DE M-SHORAD — варіант системи протиповітряної оборони малої дальності M-SHORAD, в якому в якості озброєння використовується бойовий лазер потужністю 50 кіловат. Перші чотири прототипи поступили на озброєння 4-го батальйону 60-го зенітного артилерійського полку армії США, розміщеного у Форт-Сіллі. У березні 2023 року на полігоні Юма, що знаходиться в штаті Аризона, проведено навчання з бойовою стрільбою.